# Altdorf (Niederbayern)
 For alternative betydninger, se Altdorf (flertydig). (Se også artikler, som begynder med Altdorf)
Altdorf er en købstad (markt) i Landkreis Landshut, i regierungsbezirk Niederbayern i den tyske delstat Bayern.
Altdorf er nærmest en forstad til Landshut som den ligger umiddelbart nord for, og næsten sammenvokset med. I kommunen ligger bydelene og landsbyerne Eugenbach, Pfettrach, Gstaudach, Ostergaden, Oed, Ried, Aich og Ganslberg.
Den nuværende kommune blev dannet i 1971 ved en sammenlægning af kommunerne Altdorf, Eugenbach og Pfettrach.

## Trafik
Altdorf ligger ved Bundesautobahn A 92.
10 km vest for Altdorf ligger en flyveplads: Ellermühle .
Jernbanen Landshut–Rottenburg der åbnede i 1900 fører gennem kommunen, men i 1974 nedlagde man persontrafikken , og i 1998 blev også godstransporten indstillet. En lokal forening arbejder på at oprette en museumsjernbane på strækningen.